# Nectridea

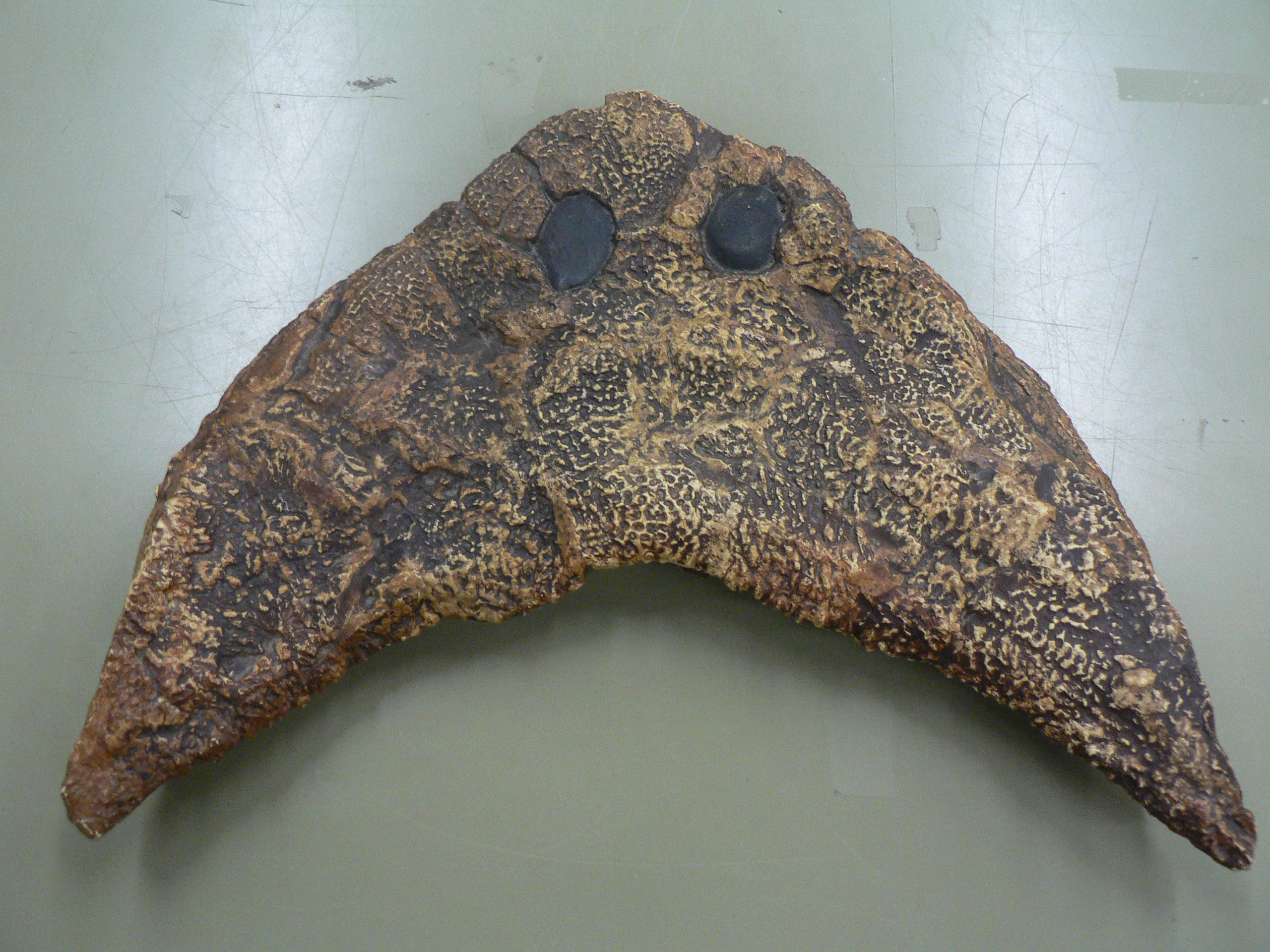
Czaszka

Nectridea – rząd czworonogów żyjących w karbonie i permie, obejmujący zwierzęta takie jak Diplocaulus. Zaliczane przez większość autorów do lepospondyli; z analizy filogenetycznej przeprowadzonej przez Jasona Pardo (2011) wynika natomiast ich przynależność do temnospondyli.
Przypominały z wyglądu współczesne traszki lub wodne salamandry. Miały długie spłaszczone ogony ułatwiające pływanie i dobrze rozwinięte pięciopalczaste tylne kończyny. Przednie kończyny były natomiast nieco zredukowane i miały zwykle tylko cztery palce.

## Systematyka
- Rząd Nectridea
  - Arizonerpeton
  - Rodzina Scincosauridae
    - Sauravus
    - Scincosaurus

  - Rodzina Keraterpetontidae
    - Batrachiderpeton
    - Keraterpeton
    - Diceratosaurus
    - Diploceraspis
    - Diplocaulus

  - Rodzina Urocordylidae
    - Urocordylus
    - Ctenerpeton
    - Ptyonius
    - Sauropleura
    - Lepterpeton
    - Montcellia
    - Crossotelos